# Phyllonorycter acutulus
Phyllonorycter acutulus is een vlinder uit de familie mineermotten (Gracillariidae). De wetenschappelijke naam van deze soort is voor het eerst geldig gepubliceerd in 2012 door De Prins.

## Kenmerken
De lengte van de voorvleugels is 3,56 mm. Volwassenen vliegen in april.

## Voorkomen
De soort komt voor in tropisch Afrika. Het wordt gevonden in Kenia in alpenweiden op grote hoogte en lage struiken in het oostelijke deel van de Albertine Rift Mountains.